# Conseil régional de Dakhla-Oued Ed-Dahab
Le conseil régional de Dakhla-Oued Ed-Dahab est l'assemblée délibérante de la région marocaine Dakhla-Oued Ed-Dahab, collectivité territoriale décentralisée agissant sur le territoire régional. Il est composé de 33 conseillers régionaux élus pour 6 ans au suffrage universel direct et présidé par Ynja Khattat depuis 2015.

## Siège
Le Conseil régional de Dakhla-Oued Ed-Dahab se trouve à Dakhla

## Présidents
| Période | Président | Président    | Parti | Parti |
| ------- | --------- | ------------ | ----- | ----- |
| 2015-   |           | Ynja Khattat |       | PI    |